# Consumer Reports
Consumer Reports — ежемесячный журнал некоммерческой организации «Consumers Union» (Союз потребителей), США. Публикует обзоры и сравнительные тесты потребительских товаров и услуг, базирующиеся на откликах пользователей и результатах тестирований, проводимых в 50 лабораториях журнала и исследовательских центрах. Около 7,3 миллионов подписчиков (на бумажный журнал и на материалы на сайте). Годовой бюджет тестирования товаров — около 21 миллиона долларов США.

## История
Основан в 1936 году.

## Объективность
Журнал Consumer Reports не публикует рекламу третьих лиц, не принимает образцы продукции и не разрешает использование результатов своих тестов для продвижения товаров. По словам издательства, это позволяет сохранять «независимость и беспристрастность» и у издания «нет других целей кроме защиты интересов покупателей».
Consumer Reports заявляет, что журнал не принимает тестовых образцов от производителей, и все протестированные товары были куплены сотрудниками анонимно в розничных магазинах. Это позволяет исключить возможность подкупа или предвзятости.

## Анализ товаров и услуг
На официальном сайте есть раздел «Обзоры», в котором представлены следующие категории:
1. Бытовая техника
2. Товары для детей
3. Автомобили
4. Электроника
5. Здоровье
6. Дом и сад
7. Финансы